# Berlandina
Berlandina is een geslacht van spinnen uit de familie bodemjachtspinnen (Gnaphosidae).

## Soorten
De volgende soorten zijn bij het geslacht ingedeeld:
- Berlandina apscheronica Dunin, 1984
- Berlandina asbenica Denis, 1955
- Berlandina avishur Levy, 2009
- Berlandina caspica Ponomarev, 1979
- Berlandina charitonovi Ponomarev, 1979
- Berlandina cinerea (Menge, 1872)
- Berlandina corcyraea (O. P.-Cambridge, 1874)
- Berlandina denisi Roewer, 1961
- Berlandina deserticola (Dalmas, 1921)
- Berlandina drassodea (Caporiacco, 1934)
- Berlandina hui Song, Zhu & Zhang, 2004
- Berlandina kolosvaryi Caporiacco, 1947
- Berlandina meruana (Dalmas, 1921)
- Berlandina nabozhenkoi Ponomarev & Tsvetkov, 2006
- Berlandina nenilini Ponomarev & Tsvetkov, 2006
- Berlandina nigromaculata (Blackwall, 1865)
- Berlandina nubivaga (Simon, 1878)
- Berlandina obscurata Caporiacco, 1947
- Berlandina piephoi Schmidt, 1994
- Berlandina plumalis (O. P.-Cambridge, 1872)
- Berlandina potanini (Schenkel, 1963)
- Berlandina propinqua Roewer, 1961
- Berlandina pulchra (Nosek, 1905)
- Berlandina punica (Dalmas, 1921)
- Berlandina saraevi Ponomarev, 2008
- Berlandina schenkeli Marusik & Logunov, 1995
- Berlandina shumskyi Kovblyuk, 2003
- Berlandina spasskyi Ponomarev, 1979
- Berlandina ubsunurica Marusik & Logunov, 1995
- Berlandina venatrix (O. P.-Cambridge, 1874)